# Suchen (köpinghuvudort i Kina, Jiangsu Sheng, lat 32,51, long 120,01)
Suchen är en köpinghuvudort i Kina. Den ligger i provinsen Jiangsu, i den östra delen av landet, omkring 120 kilometer nordost om provinshuvudstaden Nanjing. Antalet invånare är 40 978. Befolkningen består av 20 600 kvinnor och 20 378 män. Barn under 15 år utgör 13,0 %, vuxna 15-64 år 71 %, och äldre över 65 år 14,0 %.
Runt Suchen är det tätbefolkat, med 819 invånare per kvadratkilometer. Närmaste större samhälle är Taizhou, 10,0 km väster om Suchen. Trakten runt Suchen består till största delen av jordbruksmark.
Genomsnittlig årsnederbörd är 1 307 millimeter. Den regnigaste månaden är juli, med i genomsnitt 264 mm nederbörd, och den torraste är januari, med 34 mm nederbörd.